# Nassereith
Nassereith ist eine Gemeinde und ein Dorf mit 2239 Einwohnern (Stand 1. Jänner 2024) im Bezirk Imst des Bundeslandes Tirol (Österreich). Die Gemeinde liegt im Gerichtsbezirk Imst.

## Geografie
Nassereith liegt am Anfang des Gurgltals an der vielbefahrenen Route vom Fernpass nach Imst (ehemalige Via Claudia Augusta). Hier mündet auch die alte Salzstraße über den Holzleitensattel und das Mieminger Plateau nach Telfs.
Die Gemeinde hat eine Fläche von 72,43 Quadratkilometer. Davon sind 6 Prozent landwirtschaftliche Nutzfläche, 65 Prozent sind bewaldet, 5 Prozent Almen und 22 Prozent entfallen auf alpines Gelände.

### Gemeindegliederung
- Roßbach
- Mülhofen
- Brunnwald
- Fernstein
- Fernpass
- Wiesenmühle
- Dormitz
- See-Eck und
- St. Wendelin.

Hauptort ist Nassereith. Dazu kommen noch Greit und Bach, welche keine Ortsteile, sondern Flurnamen bezeichnen.

### Nachbargemeinden
|         | Berwang (RE)                                | Lermoos (RE)   |
| Tarrenz | Kompassrose, die auf Nachbargemeinden zeigt | Biberwier (RE) |
|         | Haiming                                     | Obsteig        |

## Geschichte

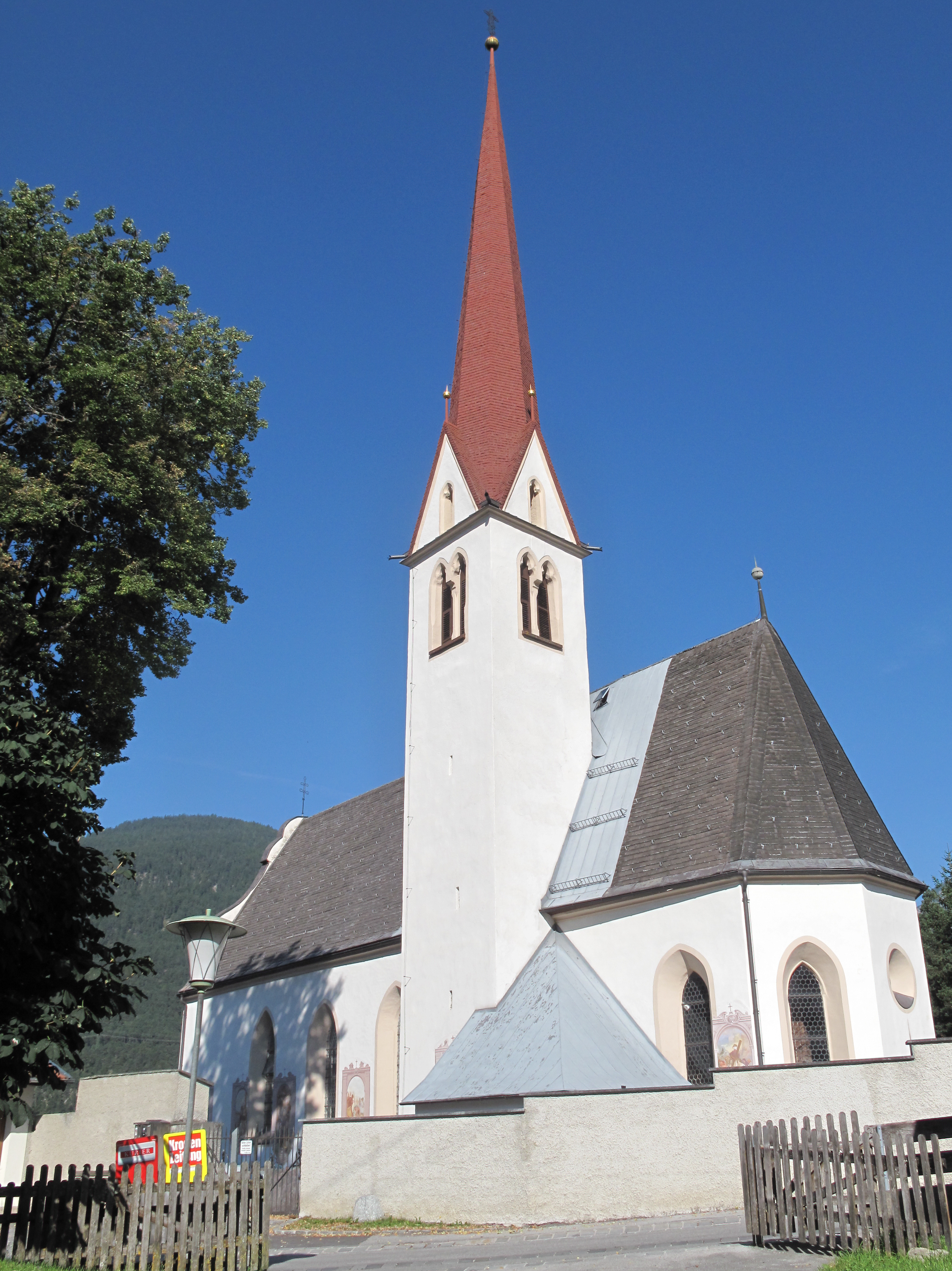
Wallfahrtskirche Dormitz

Dormitz, ein Ortsteil von Nassereith, wurde als „locus qui dicitur Dormundes“ um 1101–1120 in einer Traditionsnotiz des Klosters Rottenbuch am Inn erstmals urkundlich erwähnt. Doch aus dem Besiedelungsnachweis geht hervor, dass im Ortsbereich von Dormitz bereits 200 bis 300 Jahre vor Christus eine Dauersiedlung bestanden hat, ebenso eine Wegverbindung über den Fernpass und über den Holzleitensattel. Hier befindet sich eine der schönsten und ältesten Wallfahrtskirchen im Tiroler Oberland. Die spätgotische, 1746 innen barockisierte Kirche ist dem Heiligen Nikolaus geweiht. Am Hochaltar findet sich eine Muttergottes-Statue mit Kind aus dem 15. Jahrhundert.
Im Ortskern des Hauptortes befindet sich die große Pfarrkirche. Mit rund 400 Sitzplätzen zählt sie zu den größten Dorfkirchen Tirols. Die Kirche ist den Heiligen Drei Königen geweiht. Erwähnenswert ist der barocke, über 300 Jahre alte Zwiebelturm, sowie in der Karwoche das „Heilige Grab“. Im Dorf befindet sich auch das Altersheim der Barmherzigen Schwestern. Dieses Haus wurde 1887 von den Schwestern erworben. 2017 lebten dort drei geistliche Schwestern, die damit eine 130 Jahre lange Tradition fortführten.
Die Klause Fernstein wurde urkundlich 1288 erstmals erwähnt und war die ehemalige Zollstation an der Fernpassstraße. Der Fernsteinsee, der sich in Privatbesitz befindet, ist ein beliebtes Tauchgebiet. Unweit davon liegen der Samerangersee und der Schanzlsee. Besonders beliebtes Ausflugsziel ist der Nassereither See direkt hinter der Pfarrkirche gelegen.

### Ortsname
Die früheste schriftliche Erwähnung erfolgte 1333: in molendino Naserit (dt. ‚bei der kleinen Mühle Naserit‘). Das Wort ist eine Eindeutschung vom vulgärlateinischen Flurnamen *in aceretu = beim Ahornwald. Die Genese: *in aceretu > *nacerit > Naserit > Nassereith, vgl. Zweite Lautverschiebung, Diphthongierung.

### Bevölkerungsentwicklung
EinwohnerJahr100012001400160018002000220024001860189019201950198020102040EinwohnerEinwohnerentwicklung von Nassereith

## Kultur und Sehenswürdigkeiten

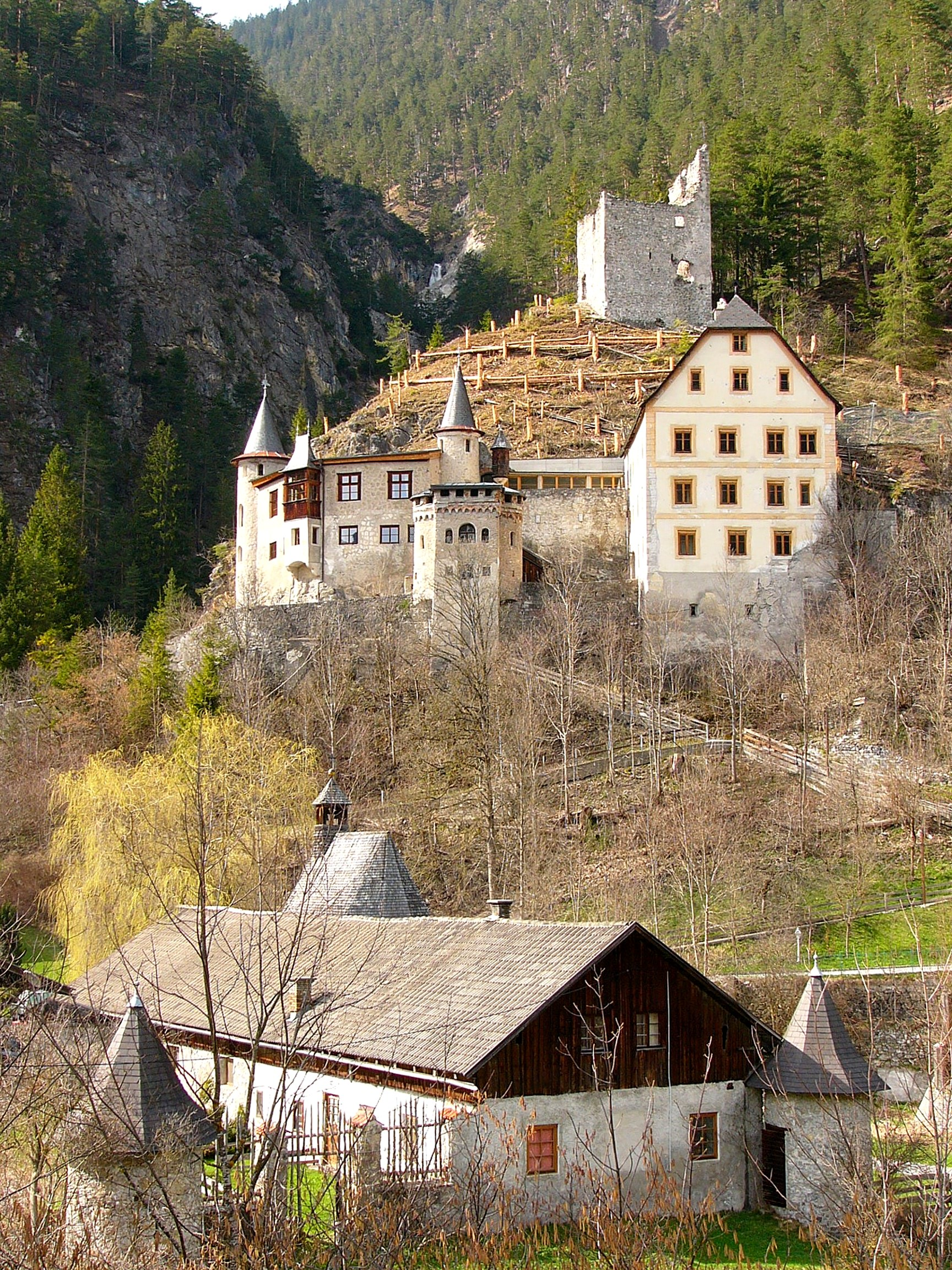
Burg Fernstein und Schloss Fernstein

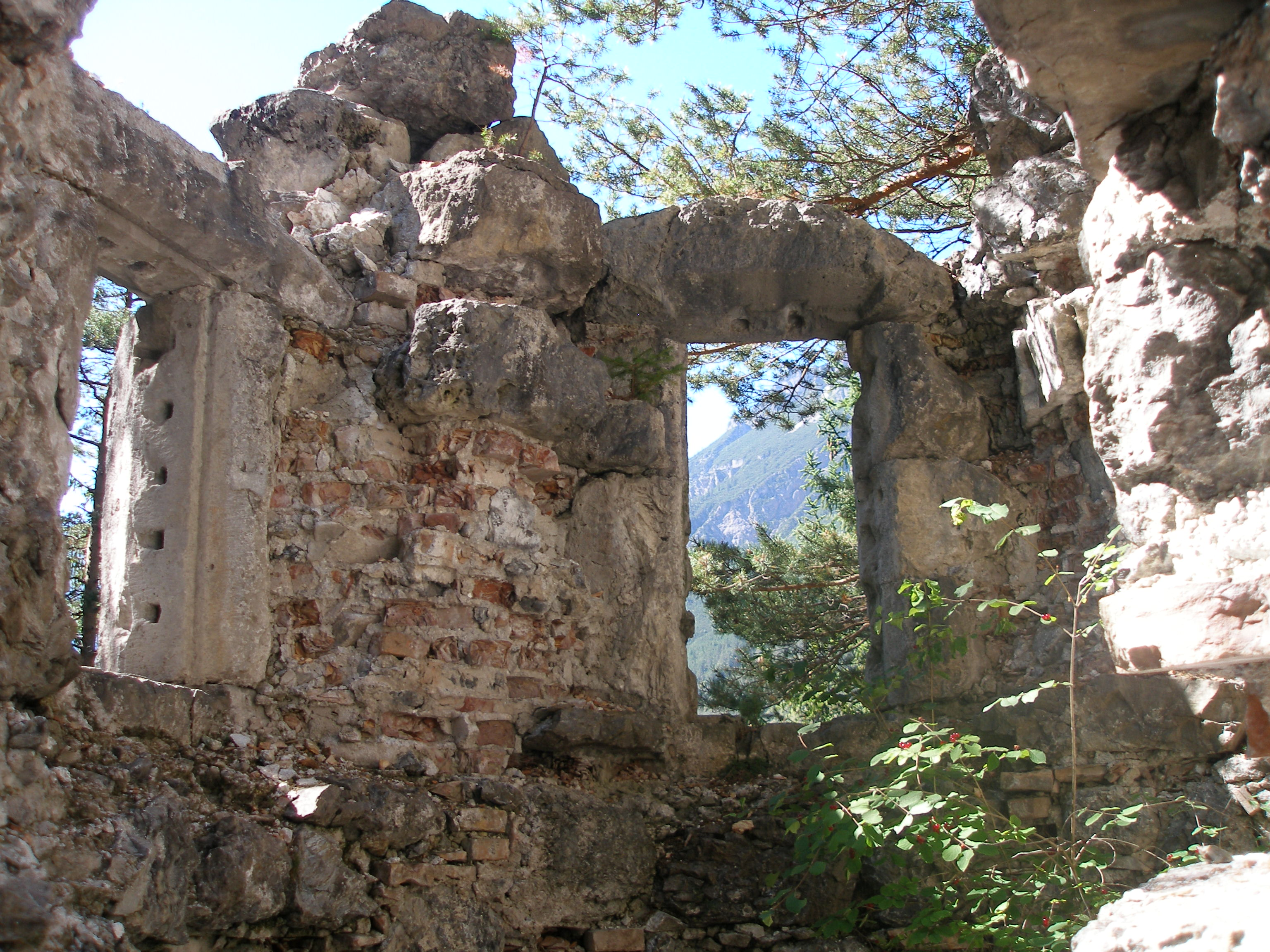
Ruine Sigmundsburg

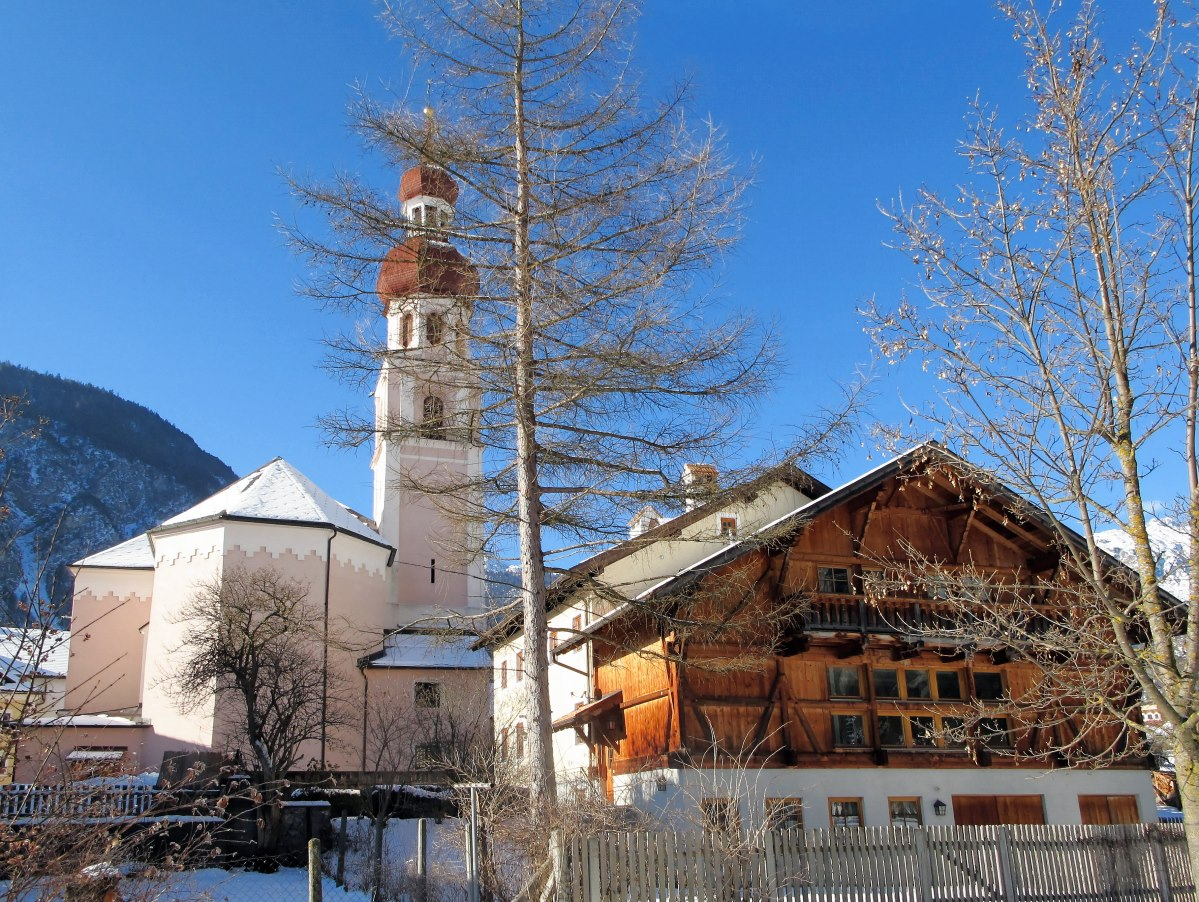
Pfarrkirche Nassereith

### Bauwerke
- Burg Fernstein
- Ruine Sigmundsburg im Fernsteinsee
- Pfarrkirche Nassereith Heilige Drei Könige
- Wallfahrtskirche zum hl. Nikolaus in Dormitz

### Brauchtum
Schellerlaufen
Der Fasnachtsbrauch des Schellerlaufens findet alle drei Jahre in Nassereith statt, zuletzt im Jänner 2023. Die Hauptfiguren sind dabei der schöne Zug mit Kehrer, Roller und Scheller, der Bär mit Bärentreiber und Bärenpfeifer, Hexen und Karrner. Der Kampf zwischen Bär und Bärentreiber symbolisiert den Kampf des Frühlings gegen den Winter, den schließlich der Frühling (Bär) gewinnt. Die Figuren sind das ganze Jahr im Fasnachtsmuseum zu besichtigen. Es zählt seit 2012 zum immateriellen UNESCO-Kulturerbe.
Das Heilige Grab
Das Heilige Grab in Nassereith wird seit 1861 jedes Jahr in der Karwoche aufgestellt. Es ist eines der größten Kulissengräber in Tirol. Letztmals wurde es 1989 renoviert. Am Gründonnerstag ist während des Tages und der Messe das Letzte Abendmahl zu sehen. Am Ende der Gründonnerstagsmesse wird das Allerheiligste übertragen; im Grab verschwindet das Bild vom Abendmahl und ein blutschwitzender Jesus erscheint. Am Schluss der Karfreitagsliturgie wird das Allerheiligste im Grab ausgesetzt und der Leichnam Christi erscheint. Er wird von zwei Brettfiguren, die Römer darstellen, bewacht. Der Karsamstag zeigt das gleiche Bild. Am Abend des Karsamstages findet die Feier der Osternacht statt. Beim Gloria verschwindet der Leichnam Jesu im Grab und mittels einer mechanischen Vorrichtung erscheint hoch über dem Grab der auferstandene Herr.
Prozessionen und Bittgänge
Am Fronleichnamstag, am Herz-Jesu-Sonntag und am zweiten Sonntag im September (zu Ehren der Mutter Gottes und der Heiligen drei Könige) finden Prozessionen statt. Schon am Vortag läuten um 14:00 Uhr allen Glocken, um den Feiertag anzukündigen. Dazu wird mit einer Kanone geschossen. Am Abend spielt die Musik dann zum Zapfenstreich im Dorfzentrum. Beim Ave-Maria-Spielen um fünf Uhr Früh am Prozessionstag versammeln sich einige Musikanten in der Hennengasse, einem Ortsteil von Nassereith, und spielen Marienlieder. Dabei wird wieder geläutet und geschossen. Entlang des Prozessionsweges werden viele Häuser mit den sogenannten Majelen, frischen Laub- und Nadelhölzern, geschmückt. Auf den Prozessionen werden Fahnen und Heiligenfiguren, die sogenannten Fargerln, mitgetragen. Eine weitere Prozession findet am ersten Maisonntag am Abend statt. Diese Dankprozession geht auf das Kriegsjahr 1945 zurück, in dem man aufgrund der Verschonung des Dorfes gelobt hat, alle Jahre eine Dankesmesse in der Wallfahrtskirche Dormitz mit einer Prozession von Nassereith aus zu feiern. Auch werden jedes Jahr die Bittgänge an den Tagen vor Christi Himmelfahrt abgehalten. Zu Mariä Himmelfahrt (15. August) bringen die Nassereither Frauen Blumen und Kräuter zur Weihe in die Kirche mit.
Advent- und Weihnachtsbräuche
Bei der Herbergsuche in der Adventzeit ist in jedem Ortsteil eine Muttergottesstatue unterwegs. Sie bleibt jeweils für einen Tag bzw. eine Nacht in einem Haushalt, dann bringt man sie den Nachbarn, wo gemeinsam gebetet wird. Nachher wird man meist gut bewirtet. Nassereith ist bekannt für seine Krippenfiguren, die nicht wie sonst üblich geschnitzt, sondern aus Lehm gebrannt sind. Sie werden jährlich vom Fest der Unbefleckten Empfängnis bis zum Fest der Taufe Jesu am „Nassereither Krippenweg“ präsentiert. Der Christkindleinzug wurde 2010 nach längerer Pause wieder ins Leben gerufen. An diesem Umzug nehmen mehr als 80 Kinder vom Ort teil, die Mädchen als Engel und die Buben als Hirten. Das Christkind wird traditionell von einem Bub aus der zweiten Volksschulklasse verkörpert, der im folgenden Jahr die Kommunion empfängt. Der Zug der Kinder führt durch das Dorf zum Majenbrunnen und zum Postplatz, wo sie von Pfarrer und Bürgermeister empfangen werden. Musikalisch umrahmt wird der Festakt von der Musikkapelle Nassereith und allen Chören. Die Feuerwehr in brauner Uniform beleuchtet das Geschehen mit Fackeln. Der Umzug wird immer mit einem Markt abgehalten.

## Wirtschaft und Infrastruktur
Die Wirtschaft basiert zum größten Teil auf Tourismus und Fernverkehr. Ansonsten ist Nassereith hauptsächlich landwirtschaftlich geprägt. Das größte ansässige Unternehmen ist der in Privatbesitz befindliche Möbelkonzern Demaac. Der größte Arbeitgeber im Dorf ist das Heim Via Claudia der Barmherzigen Schwestern mit über 60 Mitarbeitern.
Neben Tourismus und ein paar Gewerbebetrieben hat Nassereith die Funktion einer Auspendlergemeinde.
Die Österreichischen Bundesforste betreiben seit 2006 das Kleinwasserkraftwerk Tegesbach. Es wurde schon 2007 saniert und erhielt 2015 im Zuge einer Revitalisierung einen neuen Generator, der 470 kW leistet.

### Verkehr
Straßenverkehr
Nassereith war ein wichtiger Verkehrsknoten, an dem sich im Zusammenhang mit dem Fuhrverkehr ein blühendes Gewerbe entwickelte. Eine 1995 eröffnete Umfahrungsstraße entlastete den Ort vom Durchzugsverkehr. Die Fernpassroute könnte durch Projekte wie den Tschirganttunnel weiter ausgebaut werden.
Busverkehr
Folgende Linien des regiobus Tirol im Auftrag des Verkehrsverbundes Tirol verkehren ab Nassereith:
| Linie | Linienbezeichnung | Linienverlauf                                             |
| ----- | ----------------- | --------------------------------------------------------- |
| 4176  | regiobus Tirol    | Nassereith – Telfs – Zirl/Hochzirl LKH – Innsbruck        |
| 4206  | regiobus Tirol    | Nassereith – Tarrenz – Obtarrenz – Imst – Zams – Landeck  |
| 4250  | regiobus Tirol    | Nassereith – Biberwier – Ehrwald – Berwang/Brand – Reutte |

Radverkehr
Nassereith liegt am Fernradweg, der als Via Claudia Augusta entlang einer gleichnamigen antiken Römerstraße verläuft.

## Politik

### Gemeinderat
Der Gemeinderat besteht aus 15 Mitgliedern.
- Mit den Gemeinderats- und Bürgermeisterwahlen in Tirol 2016 hatte der Gemeinderat folgende Verteilung: 5 Trendwende, 4 Wir für Nassereith (ÖVP), 4 BIN, 1 Hubert und 1 SPÖ.[8]
- Mit den Gemeinderats- und Bürgermeisterwahlen in Tirol 2022 hat der Gemeinderat folgende Verteilung: 7 Bürgermeisterliste Herbert Kröll (LISTE 1), 4 Bewegung in Nassereith (BIN), 3 DAHUEM (DAHUEM) und 1 SPÖ.[9]

### Bürgermeister
| Amtszeiten:                        | Bürgermeister                                            |
| 1900 bis 1903                      | Ludwig Sterzinger, Postmeister                           |
| 1903 bis 1906                      | Hermann Falbesoner, Stieglwirt                           |
| 1906 bis 1908                      | Ludwig Sterzinger – beim Uhrmacher                       |
| 1909 bis 1919                      | Hermann Falbesoner, Stieglwirt                           |
| 1910 bis 1922                      | Josef Donnemüller                                        |
| 1923 bis 1925                      | Karl Füruther                                            |
| 1925 bis 1928                      | Josef Donnemüller                                        |
| 1929 bis 1930                      | Hermann Falbesoner, Stieglwirt                           |
| 1930 bis 1935                      | Martin Huber                                             |
| 1935 bis 1936                      | Johann Gassler                                           |
| 1937                               | Amtsverwalter Thurner                                    |
| 1937 bis 1938                      | Martin Huber                                             |
| 1938 bis 1945                      | Hermann Kranewitter                                      |
| Mai bis Juni 1945                  | Martin Huber                                             |
| Juni bis August                    | Adalbert Frischhut (ab Sept. Innsbruck, Akad. Gymnasium) |
| August bis 25. Oktober 1945        | Hartmann Pair (verstorben am 25. Oktober 1945)           |
| November 1945 bis 1950             | Kaspar Sterzinger                                        |
| 1950 bis 1956                      | Johann Markt                                             |
| 2. April 1956 bis 29. April 1965   | Hermann Zimmermann                                       |
| 29. April 1965 bis 16. April 1974  | Hermann Schaller                                         |
| 16. April 1974 bis 12. April 1980  | Hermann Malaun                                           |
| 12. April bis 13. Juni 1980        | Hermann Riess                                            |
| 14. Juni bis 10. Oktober 1980      | Amtsverwalter AR Richard Pfurtscheller, BH Innsbruck     |
| 6. Oktober 1980 bis 11. April 1983 | Hermann Riess                                            |
| 11. April 1983 bis 16. März 1986   | Rudolf Öfner                                             |
| 17. März 1986 – 15. März 1992      | Hermann Rieß                                             |
| 30. März 1992 – 28. Februar 2016   | Reinhold Falbesoner                                      |
| ab 14. März 2016                   | Herbert Kröll                                            |

### Wappen
Das Wappen wurde von der Landesregierung im Jahr 1980 verliehen: „Ein von Rot und Silber gespaltener Schild, im silbernen Feld drei grüne, im Dreipaß gestellte Ahornblätter.“
Die Ahornblätter stehen für den Gemeindenamen, der sich vom lateinischen Wort acereto (Ahornwald) ableitet. Die Dreizahl der Blätter symbolisieren die Straßengabelung in Nassereith.

## Persönlichkeiten

### Ehrenbürger der Gemeinde
- 1989: Pfarrer Cons. Erwin Neururer (1916–1991), Pfarrer von Nassereith von 1951 bis 1991
- 1995: Sr. Jakoba Maria Kohler (1929–2010), Oberin im Versorgungshaus von 1971 bis 2002
- 2017: Reinhold Falbesoner, Bürgermeister von Nassereith 1992–2016[13]

### Ehrenzeichenträger in Gold
- Josef Ahorn, Pfarrer in Nassereith seit 2002
- Thurner Christoph, ehemaliger Kapellmeister
- Günther Noturfther, ehemaliger Fussballobmann und Volksschuldirektor
- Anton Huber (†), Pfarrmesner
- Hermann Agerer (†), Gemeindechronist und langjähriger Gemeinderat
- Johann Sterzinger (†), Fasnachtsobmann und Obmann des Kirchenrates

### Söhne und Töchter der Gemeinde
- Martin Falbesoner (1728–1815), Bildhauer
- Josef Falbesoner (1767–1848), Bildhauer
- Johann Martin Schermer (1785–1868), Maler[14]
- Ignaz Falbesoner (1808–1881), Bildhauer und Krippenschnitzer
- Alois Meßmer (1822–1857), Schriftsteller und Theologe
- Leopold Scheiring (1884–1927),  Landschaftsmaler[15]
- Aloys Sprenger (1813–1893), Orientalist
- Franz Kranewitter (1860–1938), Dramatiker
- Franz Egg (1861–1922), Bildhauer
- Ignaz Mader (1866–1953), Heimatforscher und Arzt
- Franz Josef Kranewitter (1893–1974), Bildhauer, Ehrenbürger
- Lisa Mayer (* 1954), Lyrikerin
- Markus Köhle (* 1975), Autor